# Maria Drewes
Maria Drewes (* 23. März 1934 in Ampass; † 11. Juli 2022) war eine österreichische Kochbuchautorin.

## Leben
Maria Drewes arbeitete ab den 1950er Jahren als Landwirtschaftslehrerin, als Fachberaterin an der Bezirkslandwirtschaftskammer Imst und war Leiterin der Abteilung Hauswirtschaft der Landwirtschaftskammer Tirol.
Drewes machte sich als Erwachsenenbildnerin um Arbeitserleichterungen für Bäuerinnen verdient und gründete die Tiroler Bäuerinnenorganisation.

## Anerkennungen
- Das Buch Tiroler Küche wurde als Platinbuch vom Österreichischen Buchhandel ausgezeichnet.
- 2012 Hans-Kudlich-Preis[2]

## Publikationen
- mit Otto Kostenzer (1931–1975): Tiroler Küche. Ein Spezialitäten-Kochbuch mit 450 Rezepten und einer kleinen Kulturgeschichte der Tiroler Küche. Kochbuch, Mit Farbbildern von Gustav Sonnewend, 7. Auflage, Tyrolia Verlag, Innsbruck Wien 1974 1985, ISBN 978-3-7022-1503-3.
- Tiroler Küche. Kochbuch, Mit Farbbildern von Gustav Sonnewend, 2. Auflage, Tyrolia Verlag, Innsbruck Wien 1992, ISBN 978-3-7022-1712-9.
- Cucina Tirolese. Kochbuch, Mit Farbbildern von Gustav Sonnewend, Miniaturausgabe, Tyrolia Verlag, Innsbruck Wien 1994, ISBN 978-3-7022-1846-1.
- Das Knödelbuch. Kochbuch, Mit Farbbildern von Gustav Sonnewend, 7. Auflage, Tyrolia Verlag, Innsbruck Wien 1989 2002, ISBN 978-3-7022-1713-6.
- Tiroler Küche. Das Standardkochbuch der Tiroler Küche mit 500 Rezepten und einer kleinen Kulturgeschichte der Tiroler Küche von Oliver Haid. Kochbuch, Mit 50 Farbbildern von Andrea Frischauf und Wolfgang Zoller, Tyrolia Verlag, Innsbruck Wien 2000, ISBN 978-3-7022-1676-4.
- Das Familienkochbuch. Bewährte Rezepte für das ganze Jahr. Kochbuch, 3. Auflage, Tyrolia Verlag, Innsbruck Wien 2004, ISBN 978-3-7022-2589-6.
- Tiroler Küche. Mit einer kleinen Kulturgeschichte der Tiroler Küche von Otto Kostenzer. Kochbuch, Mit Fotos von Ursula und Bernhard Aichner, 13. Auflage, Tyrolia Verlag, Innsbruck Wien 2010, ISBN 978-3-7022-1676-4.